# Carline van Breugel
Carline van Breugel (Eindhoven, 22 oktober 1994) is een Nederlands voormalig politica namens D66. 

## Biografie
Van Breugel was in 2011/2012 penningmeester van het LAKS. Zij studeerde Commerciële Economie aan de Hogeschool van Amsterdam, waar ze in 2016 afstudeerde. Hierna behaalde zij de master Beleid, Communicatie en Organisatie aan de Vrije Universiteit. Zij was  in 2018/2019 voorzitter van de Landelijke Studentenvakbond.
Voor de Tweede Kamerverkiezingen van 2021 stond Van Breugel op plaats 32 op de kandidatenlijst van D66. Zij behaalde bij deze verkiezingen 15.004 stemmen, wat onvoldoende was voor een zetel. Op 25 oktober 2023 werd zij alsnog geïnstalleerd als lid van de Tweede Kamer als plaatsvervanger van Hanneke van der Werf tijdens haar zwangerschapsverlof. Ze voerde het woord over de jeugdzorg. Op 5 december 2023 nam zij afscheid van de Tweede Kamer.
Voor de Tweede Kamerverkiezingen van 22 november 2023 stond Van Breugel op plaats 24 van de kandidatenlijst van D66, wat niet voldoende was om gekozen te worden.
- Parlement.com: vm5ta5tn7co4